# Stravaj
Stravaj è una frazione del comune di Peqin in Albania (prefettura di Elbasan).
Fino alla riforma amministrativa del 2015 era comune autonomo, dopo la riforma è stato accorpato, insieme agli ex-comuni di Qukës e Rrajcë a costituire la municipalità di Përrenjas.

## Località
Il comune era formato dall'insieme delle seguenti località:
- Stravaj
- Farrek
- Shiponje
- Strank
- Gaferr
- Sopo